# Trav

Trav

Trav är en av hästens tre gångarter. Vid trav lyfter hästen hovarna diagonalt samtidigt: höger fram och vänster bak och vice versa, vilket kallas tvåtakt.
Alltefter den olika grad av hastighet och samling som traven rids i kallas den samlad trav, kort trav, manövertrav, ökad trav och sträckt trav. Hästen sägs gå i oren trav när benen tar ojämna steg eller då bakbenen rör sig galoppartat under det att frambenen travar eller omvänt. Oren trav förekommer lätt vid travtävlingar då hästen drivs att öka tempot över sin travförmåga.
Passage är en avmätt och taktmässig gång i samlad trav. Piaff är en taktfast hög, mycket samlad trav under knappt skönjbar förflyttning framåt.
Spansk trav sägs äga rum då hästen rör sig som i passage med den skillnad att den upplyfta framfotens skenben hålls lodrätt med tillbakaböjd hov i passage under det att skenben och hov ska vara framåtsträckta i spansk trav vilken även har mera vägvinnande rörelser än passagen. Ryttaren åstadkommer spansk trav genom så kallade diagonala hjälper, det vill säga att höger hand och vänster skänkel, vänster hand och höger skänkel verkar samtidigt. För till exempel höger skänkel ska hästen lyfta höger bakben och vänster framben.
Trav på engelska heter trot. Inom westernridningen finns även en långsam trav som kallas för jog. Precis som många andra bruksridningsmoment inom westernridningen som är energisnåla för hästen är även jogen energisnålare än vanlig trav. Man använder den oftast för att snabbt förflytta sig en kortare sträcka för att därefter kunna återgå till skritt.